# Copa del Generalísimo 1971/72
Die Copa del Generalísimo 1971/72 war die 68. Austragung des spanischen Fußballpokalwettbewerbes, der heute unter dem Namen Copa del Rey stattfindet.
Der Wettbewerb startete am 23. Oktober 1971 und endete mit dem Finale am 8. Juli 1972 im Estadio Santiago Bernabéu in Madrid. Titelverteidiger des Pokalwettbewerbes war der CF Barcelona. Den Titel gewann Atlético Madrid durch einen 2:1-Erfolg im Finale gegen den FC Valencia. Damit qualifizierten sich die Madrilenen für den Europapokal der Pokalsieger 1972/73.

## Erste Runde
Die Hinspiele wurden am 23. und 24. Oktober sowie am 3. November, die Rückspiele am 7. November 1971 ausgetragen.
|                            | Gesamt    |                            | Hinspiel | Rückspiel |
| -------------------------- | --------- | -------------------------- | -------- | --------- |
| CD Tortosa                 | 3:2       | Ontinyent CF               | 1:1      | 2:1       |
| CD Ourense                 | 2:1       | Zamora CF                  | 1:0      | 1:1       |
| CD Ensidesa                | 3:4       | FC Palencia                | 2:3      | 1:1       |
| FC Barakaldo               | (a)3:3(a) | UD Salamanca               | 1:1      | 2:2       |
| Real Unión Irún            | 0:3       | Sestao SC                  | 0:1      | 0:2       |
| CD Aragón                  | 6:0       | Bilbao Atlético            | 5:0      | 1:0       |
| CD Júpiter Leonés          | 4:6       | SD Eibar                   | 3:0      | 1:6       |
| CD Mirandés                | 6:2       | Deportivo Alavés           | 4:2      | 2:0       |
| CD Baskonia                | 4:12      | Gimnástica de Torrelavega  | 2:3      | 2:9       |
| Candás CF                  | 2:4       | Fabril Deportivo La Coruña | 1:1      | 1:3       |
| SD Compostela              | 0:4       | Real Avilés                | 0:2      | 0:2       |
| SD Ponferradina            | 1:2       | CD Lugo                    | 0:0      | 1:2       |
| SD Unión Club El Astillero | 2:4       | CD Tudelano                | 2:1      | 0:3       |
| CD Talavera                | 2:4       | CD Valdepeñas              | 0:0      | 2:4       |
| Linares CF                 | 1:2       | CD Getafe                  | 1:0      | 0:2       |
| AD Plus Ultra              | 3:2       | Real Jaén                  | 1:1      | 2:1       |
| CD Colonia Moscardó        | 3:2       | CP Cacereño                | 2:1      | 1:1       |
| CD Badajoz                 | 3:5       | Calvo Sotelo CF            | 2:1      | 1:4       |
| CD Olímpico                | 2:8       | CD Alcoyano                | 1:3      | 1:5       |
| CD Acero                   | 1:2       | Atlético Madrileño         | 0:1      | 1:1       |
| CA Osasuna                 | 2:3       | SD Huesca                  | 2:2      | 0:1       |
| UD Lérida                  | 3:2       | CD Oberena                 | 3:0      | 0:2       |
| CD Eldense                 | 3:4       | CF Gandía                  | 3:0      | 0:4       |
| CD Ilicitano               | 4:7       | Algemesí CF                | 2:3      | 2:4       |
| CD Cartagena               | 2:1       | CD Benicarló               | 1:1      | 1:0       |
| Levante UD                 | (a)2:2(a) | Real Murcia                | 1:0      | 1:2       |
| CF Calella                 | 2:1       | FC Girona                  | 2:0      | 0:1       |
| FC Terrassa                | 3:1       | Gimnástico de Tarragona    | 3:1      | 0:0       |
| CD Atlético Baleares       | 1:3       | SD Ibiza                   | 0:0      | 1:3       |
| CD Atlético Ciudadela      | 1:5       | UD Poblense                | 0:1      | 1:4       |
| FC Badalona                | 1:3       | CF Barcelona Atlético      | 1:1      | 0:2       |
| Triana Balompié            | 3:2       | Recreativo Huelva          | 1:1      | 2:1       |
| Atlético Ceuta             | 3:2       | Real Balompédica Linense   | 1:1      | 2:1       |
| CA Malagueño               | (a)4:4(a) | Melilla CF                 | 1:2      | 3:2       |
| Sevilla Atlético           | 2:1       | RC Portuense               | 2:0      | 0:1       |

- CD Europa erhielt ein Freilos.

## Zweite Runde
Die Hinspiele wurden am 30. November sowie am 1. und 8. Dezember, die Rückspiele am 8., 22. und 23. Dezember 1971 ausgetragen.
|                            | Gesamt        |                           | Hinspiel | Rückspiel |
| -------------------------- | ------------- | ------------------------- | -------- | --------- |
| SD Eibar                   | 4:3           | CD Mirandés               | 3:1      | 1:2       |
| Fabril Deportivo La Coruña | 2:3           | Real Avilés               | 2:1      | 0:2       |
| CD Ourense                 | 4:1           | CD Lugo                   | 2:0      | 2:1       |
| FC Palencia                | 6:2           | FC Barakaldo              | 3:0      | 3:2       |
| Sestao SC                  | 3:2           | Gimnástica de Torrelavega | 3:1      | 0:1       |
| CD Tudelano                | 2:3           | CD Aragón                 | 2:1      | 0:2       |
| SD Huesca                  | 3:2           | UD Lérida                 | 2:2      | 1:0       |
| CD Valdepeñas              | 1:2           | Calvo Sotelo CF           | 1:1      | 0:1       |
| CD Tortosa                 | 0:1           | CF Calella                | 0:0      | 0:1       |
| CD Europa                  | 4:4 5:3 i. E. | Levante UD                | 3:1      | 1:3       |
| CF Barcelona Atlético      | 0:3           | FC Terrassa               | 0:0      | 0:3       |
| UD Poblense                | 1:2           | SD Ibiza                  | 1:0      | 0:2       |
| Triana Balompié            | 2:1           | Atlético Ceuta            | 2:0      | 0:1       |
| AD Plus Ultra              | (a)2:2(a)     | CD Getafe                 | 2:1      | 0:1       |
| Algemesí CF                | 1:3           | CD Cartagena              | 0:0      | 1:3       |
| Atlético Madrileño         | 3:2           | CD Colonia Moscardó       | 2:0      | 1:2       |
| CA Malagueño               | 2:1           | Sevilla Atlético          | 0:0      | 2:1       |
| CD Alcoyano                | 4:1           | CF Gandía                 | 4:1      | 0:0       |

## Dritte Runde
Die Hinspiele wurden am 19. und 20. Januar, die Rückspiele am 2., 3. und 9. Februar 1972 ausgetragen.
|                   | Gesamt    |                    | Hinspiel | Rückspiel |
| ----------------- | --------- | ------------------ | -------- | --------- |
| CD Alcoyano       | 3:4       | CD Castellón       | 1:0      | 2:4       |
| Real Avilés       | 0:4       | FC Pontevedra      | 0:0      | 0:4       |
| CF Calella        | 1:4       | CD Logroñés        | 0:1      | 1:3       |
| CD Cartagena      | 2:1       | CD Mestalla        | 2:1      | 0:0       |
| SD Eibar          | 2:3       | UP Langreo         | 1:1      | 1:2       |
| CD Getafe         | 2:3       | Deportivo Xerez    | 1:0      | 1:3       |
| Hércules Alicante | 4:1       | Calvo Sotelo CF    | 4:0      | 0:1       |
| SD Ibiza          | 5:8       | Real Valladolid    | 3:3      | 2:5       |
| Cultural Leonesa  | (a)3:3(a) | CD Ourense         | 1:0      | 2:3       |
| CA Malagueño      | 2:6       | Rayo Vallecano     | 1:1      | 1:5       |
| RCD Mallorca      | 3:2       | CD Europa          | 1:1      | 2:1       |
| Real Oviedo       | 6:4       | SD Huesca          | 4:0      | 2:4       |
| Real Santander    | 0:1       | FC Palencia        | 0:0      | 0:1       |
| Sestao SC         | 4:2       | Racing de Ferrol   | 2:0      | 2:2       |
| FC Terrassa       | 0:1       | Real Saragossa     | 0:0      | 0:1       |
| CD Teneriffa      | 5:4       | Atlético Madrileño | 5:2      | 0:2       |
| Triana Balompié   | 1:2       | FC Elche           | 0:1      | 1:1       |
| FC Villarreal     | 2:1       | CD Aragón          | 1:0      | 1:1       |

- Freilose: FC Cádiz und CD San Andrés.

## Vierte Runde
Die Hinspiele wurden am 15., 16., 17., 23. und 24. Februar, die Rückspiele am 1. und 2. März 1972 ausgetragen.
|                | Gesamt    |                     | Hinspiel | Rückspiel |
| -------------- | --------- | ------------------- | -------- | --------- |
| Betis Sevilla  | 0:2       | Hércules Alicante   | 0:0      | 0:2       |
| CD Cartagena   | 1:0       | Deportivo Xerez     | 1:0      | 0:0       |
| CD Castellón   | [ 1 ]     | UP Langreo          |          |           |
| FC Córdoba     | 0:2       | Real Valladolid     | 0:0      | 0:2       |
| FC Elche       | 1:2       | FC Burgos           | 1:1      | 0:1       |
| FC Granada     | 6:4       | CD Teneriffa        | 4:0      | 2:4       |
| CD Logroñés    | 2:1       | Deportivo La Coruña | 1:0      | 1:1       |
| RCD Mallorca   | 0:3       | Cultural Leonesa    | 0:2      | 0:1       |
| Real Oviedo    | 0:2       | RCD Español         | 0:1      | 0:1       |
| FC Palencia    | (a)2:2(a) | FC Cádiz            | 1:0      | 1:2       |
| FC Pontevedra  | 2:1       | CD Sabadell         | 0:1      | 2:0       |
| Rayo Vallecano | 1:5       | Real Gijón          | 1:0      | 0:5       |
| CD San Andrés  | 4:3       | FC Villarreal       | 2:1      | 2:2       |
| Sestao SC      | 4:6       | UD Las Palmas       | 2:0      | 2:6       |
| Real Saragossa | 1:2       | CD Málaga           | 1:1      | 0:1       |

## Fünfte Runde
Die Hinspiele wurden am 29. März sowie am 21. und 24. Mai, die Rückspiele am 27. und 28. Mai 1972 ausgetragen.
|                   | Gesamt    |                  | Hinspiel | Rückspiel |
| ----------------- | --------- | ---------------- | -------- | --------- |
| FC Burgos         | 0:2       | RCD Español      | 0:0      | 0:2       |
| CD Cartagena      | (a)5:5(a) | Cultural Leonesa | 3:1      | 2:4       |
| FC Granada        | 5:1       | FC Palencia      | 4:0      | 1:1       |
| Hércules Alicante | 1:2       | CD Castellón     | 1:0      | 0:2       |
| CD San Andrés     | 2:1       | CD Logroñés      | 2:1      | 0:0       |
| Real Gijón        | 5:3       | CD Málaga        | 3:0      | 2:3       |
| Real Valladolid   | (a)3:3(a) | FC Pontevedra    | 3:1      | 0:2       |

- UD Las Palmas erhielt ein Freilos.

## Achtelfinale
Die Hinspiele wurden am 3. und 4. Juni, die Rückspiele am 10. und 11. Juni 1972 ausgetragen.
|                 | Gesamt |               | Hinspiel | Rückspiel |
| --------------- | ------ | ------------- | -------- | --------- |
| Atlético Bilbao | 6:2    | CD Cartagena  | 5:2      | 1:0       |
| Atlético Madrid | 2:0    | UD Las Palmas | 1:0      | 0:0       |
| CD Castellón    | 1:2    | CF Barcelona  | 0:0      | 1:2       |
| Celta Vigo      | 3:1    | FC Pontevedra | 3:1      | 0:0       |
| RCD Español     | 6:4    | FC Sevilla    | 3:1      | 3:3       |
| FC Granada      | 2:3    | FC Valencia   | 0:1      | 2:2       |
| CD San Andrés   | 2:6    | Real Madrid   | 1:1      | 1:5       |
| Real Gijón      | 1:3    | Real Sociedad | 0:0      | 1:3       |

## Viertelfinale
Die Hinspiele wurden am 17. und 18. Juni, die Rückspiele am 24. und 25. Juni 1972 ausgetragen.
|               | Gesamt |                 | Hinspiel | Rückspiel |
| ------------- | ------ | --------------- | -------- | --------- |
| CF Barcelona  | 0:3    | Atlético Madrid | 0:2      | 0:1       |
| Real Madrid   | 4:3    | RCD Español     | 3:0      | 1:3       |
| Real Sociedad | 1:3    | Atlético Bilbao | 1:1      | 0:2       |
| FC Valencia   | 2:0    | Celta Vigo      | 1:0      | 1:0       |

## Halbfinale
Die Hinspiele wurden am 29. Juni, die Rückspiele am 2. Juli 1972 ausgetragen.
|                 | Gesamt |                 | Hinspiel | Rückspiel |
| --------------- | ------ | --------------- | -------- | --------- |
| Atlético Madrid | 5:4    | Atlético Bilbao | 4:1      | 1:3       |
| FC Valencia     | 1:0    | Real Madrid     | 1:0      | 0:0       |

## Finale
| Atlético Madrid                                    | Atlético Madrid | FC Valencia | FC Valencia |
| -------------------------------------------------- | --- | --- | ----------- |
| Atlético Madrid                                    | \| 8. Juli 1972 in Madrid (Estadio Santiago Bernabéu) \| \| Ergebnis: 2:1 (1:1) \| \| Zuschauer: 100.000 \| \| Schiedsrichter: José María Ortiz de Mendíbil \|                                                                                              | \| 8. Juli 1972 in Madrid (Estadio Santiago Bernabéu) \| \| Ergebnis: 2:1 (1:1) \| \| Zuschauer: 100.000 \| \| Schiedsrichter: José María Ortiz de Mendíbil \|                                                                          | FC Valencia |
| Atlético Madrid                                    | Rodri – Jesús Martínez Jayo, Iselín Santos Ovejero, Isacio Calleja – Adelardo Rodríguez, Julio Iglesias – José Armando Ufarte, Luis Aragonés, José Eulogio Gárate (71. Julio Orozco), Javier Irureta, Ignacio Salcedo Cheftrainer: Max Merkel ( Österreich) | Juan Luis Meléndez – Francisco Vidagany, Fernando Barrachina, Antón – Jesús Martínez, Juan Cruz Sol – Sergio Manzanera (46. Claramunt I), Lico, Quino, Miguel Ángel Adorno, Óscar Valdez Cheftrainer: Alfredo Di Stéfano ( Argentinien) | FC Valencia |
| Atlético Madrid                                    | 1:0 Ignacio Salcedo (31.) 2:1 José Eulogio Gárate (62.) | 1:1 Óscar Valdez (36.) | FC Valencia |
| 8. Juli 1972 in Madrid (Estadio Santiago Bernabéu) | | |             |
| Ergebnis: 2:1 (1:1)                                | | |             |
| Zuschauer: 100.000                                 | | |             |
| Schiedsrichter: José María Ortiz de Mendíbil       | | |             |